# Niko Koffeman
Nico Klaas (Niko) Koffeman (Maassluis, 12 mei 1958) is een Nederlands politicus, communicatieadviseur en dierenrechtenactivist. Hij was jarenlang een belangrijk adviseur van de Socialistische Partij (SP) en betrokken bij onder meer Stichting Wakker Dier, Bont voor Dieren en de televisieomroep LLiNK. Koffeman is op 12 juni 2007 namens de Partij voor de Dieren als lid van de Eerste Kamer der Staten-Generaal beëdigd. In die Kamer was hij tot 3 februari 2025 fractievoorzitter voor zijn partij.

## Levensloop
Koffeman studeerde economie aan de Erasmus Universiteit Rotterdam en was daarna een aantal jaren leraar aan een middelbare school in Vlaardingen en reclamemaker. Vanaf 1993 was hij als creatief brein en adviseur betrokken bij de SP en maakte hij deel uit van een groep vertrouwelingen rond partijleider Jan Marijnissen. Hij was betrokken bij alle verkiezingscampagnes tussen 1994 en 2007 en was de bedenker van de tomaat als symbool voor de SP en de leuze Stem tegen, stem SP. Samen met reclamebureau Thonik ontwikkelde hij in 2005 een nieuwe huisstijl voor de SP. Tevens was Koffeman de bedenker van de zogenaamde viral movies rond Jan Marijnissen, waarmee de SP veel aandacht trok in de verkiezingscampagnes in 2006 en 2007.
Naast zijn werkzaamheden voor de SP was Koffeman actief voor diverse dierenbeschermingsorganisaties. Hij was als reclameadviseur actief voor de stichting De Faunabescherming en de Bont voor Dieren en was mede-oprichter van Stichting Wakker Dier. Koffeman voerde actie tegen de jacht en genetische manipulatie van dieren en streed tegen de drijfjacht op wilde zwijnen door het Koninklijk Huis.
Koffeman bedacht in 2001 voor TV Gelderland het programma "Helicam Gelderland", waarbij met een helikopter over Gelderland werd gevlogen. Mensen op de grond die de aandacht van de helikopter wisten te trekken maakten daarbij kans op een prijs.

## Partij voor de Dieren
In 2002 was hij met onder anderen Lieke Keller en Marianne Thieme betrokken bij de oprichting van de Partij voor de Dieren. Tien jaar eerder had hij al eens het idee voor een dergelijke partij geopperd. Koffeman werkte voor de Tweede Kamerverkiezingen 2003 mee aan het partijprogramma, benaderde potentiële kandidaten en dacht na over manieren om tijdens de verkiezingscampagne in het nieuws te komen. Vanaf 2006 is Koffeman voorzitter van de Nicolaas G. Pierson Foundation, het wetenschappelijk bureau van de Partij voor de Dieren.
Koffeman was vanaf 2003 betrokken bij de oprichting van de idealistische omroep Nútopia, die na een fusie met De Nieuwe Omroep opging in LLiNK. Hij was voorzitter van de Raad van Toezicht van LLiNK, maar legde deze functie in januari 2006 neer na een bestuursconflict. Ook is hij medeoprichter van het bedrijf 'De Vegetarische Slager'.

## Persoonlijk
Koffeman is lid van de zevendedagsadventisten en is vegetariër.
Hij is getrouwd met televisiepresentatrice Antoinette Hertsenberg met wie hij drie kinderen heeft, onder wie Eva Koffeman, die jongerenvertegenwoordiger Biodiversiteit & Voedsel bij de Verenigde Naties is.